# Miguel Ángel Zavala Ortiz
Miguel Ángel Zavala Ortiz (San Luis, 24 de diciembre de 1905 - Buenos Aires, 20 de mayo de 1982) fue un político argentino, miembro de la UCR, diputado nacional por Córdoba (1948-51) y ministro de Relaciones Exteriores bajo la presidencia de Arturo Umberto Illia (1963-66).
Se lo recuerda especialmente por participar en 1955 del intento de golpe de Estado contra el presidente Juan Domingo Perón que produjo el bombardeo de la Plaza de Mayo y por lograr la Resolución 2065 de la Asamblea General de las Naciones Unidas, que significó un marcado avance en las negociaciones sobre la soberanía de las Islas Malvinas y que sentó el criterio luego seguido para otros casos de situaciones poscoloniales.
Anteriormente, se había destacado por su militancia en contra de la neutralidad argentina en la Segunda Guerra Mundial, por su labor parlamentaria y por haber expuesto y denunciado desde la misma la práctica sistemática de la tortura por parte de la Policía Federal entre 1947 y 1955. Fue precandidato presidencial por la Unión Cívica Radical del Pueblo para las elecciones de 1958, siendo derrotado en internas por Ricardo Balbín.

## Biografía

### Formación e inicio de su trayectoria política
Estudió Derecho en la Universidad de Buenos Aires, donde militó en política estudiantil por el socialismo, partido al que se había afiliado pese a ser hijo de un dirigente radical puntano. En 1930 se recibió de abogado y se radicó en Río Cuarto (Córdoba), incorporándose al Estudio Jurídico que en esa ciudad había abierto sus hermanos mayores, Alfredo Zavala Ortiz y Teobaldo Zavala Ortiz, y que subsiste hasta la actualidad con el nombre de "Storani y Asociados" (los Storani, familia riocuartense de tradición política radical, son nietos de Teobaldo Zavala Ortiz). En esa ciudad fundó el diario "Tribuna", con el que fustigaba abiertamente al régimen de facto del general José Félix Uriburu. En 1931 fue encarcelado por esta oposición y el periódico fue cerrado.
En 1932, Miguel Ángel Zavala Ortiz se incorporó a la Unión Cívica Radical, denunciando públicamente el fraude practicado por el gobierno de Agustín P. Justo.
A fines de la década del '30 funda la Acción Argentina, un grupo multipartidario que critica la política de neutralidad argentina en la Segunda Guerra Mundial y aboga por el apoyo explícito a los Aliados. El Día del Desembarco en Normandía, Zavala Ortiz protagoniza un festejo callejero por el que sufre un nuevo arresto, permaneciendo detenido durante tres meses.

### Actuación legislativa
Se destacó como diputado nacional entre 1948 y 1952, en el llamado Bloque de los 44, junto a otras destacadas personalidades radicales como Balbín, Frondizi, Sammartino, Santander, Dellepiane, y Mercader. Desde este espacio, sostuvo una posición de apoyo a la sanción de leyes sociales y relacionadas con el nacionalismo económico, pero se opuso a las normas de características antidemocráticas, como aquellas que limitaban las libertades de expresión y prensa, o conferían amplias facultades a la policía. También se opuso al acuerdo que propuso el gobierno con Standard Oil, para la explotación de yacimientos petrolíferos, entregándole un predio de 50.000 kilómetros cuadrados.
A partir de 1949, el bloque oficialista comenzó a intentar desaforarlo por denunciar el secuestro y las torturas del estudiante comunista Ernesto Bravo. Fue Zavala Ortiz quien logró el mayor vuelco en la causa judicial y obtuvo la libertad de Bravo, al entregarle al juez la declaración realizada por el médico Dr. Alberto Julián Caride ante un escribano en el que narraba la participación que había tenido en los hechos. Caride decía, en síntesis, que había sido requerido por José Faustino Amoresano, a quien conocía ocasionalmente, para atender a un detenido en la Sección Especial Investigaciones de la Policía Federal, dirigida por el Comisario Cipriano Lombilla, porque, según le dijeron, "se les había ido la mano". Se trataba de un joven en estado de coma con conmoción cerebral y múltiples contusiones, por lo que le dio algunas prescripciones. Al día siguiente volvió, sus indicaciones no se habían cumplido y el detenido no había mejorado, por lo que se negó a continuar atendiéndolo en esas condiciones. Los policías le dijeron entonces que lo llevarían a un lugar más tranquilo y agregaron que si no mejoraba no faltaría un accidente de tránsito que solucionara el asunto. El Dr. Caride continuó entonces la atención en una quinta ubicada en la localidad suburbana de Paso del Rey hasta que mejoró. El declarante daba detalles de los lugares donde había estado así como los nombres de quienes habían tratado con él.. También declaraba que ya había atendido en forma privada a pacientes detenidos en la Sección Especial. A uno de ellos le había amputado la pierna izquierda, otro había quedado estéril por los castigos.
La intervención de Zavala Ortiz no sólo fue importante por haber logrado la liberación del estudiante y la condena de dos de los policías implicados en las torturas (aunque tardía; llegó recién en 1964), sino que además influyó en la opinión pública al poner de manifiesto el alcance de la protección que los funcionarios del gobierno otorgaban a los policías torturadores, haciéndolos así indudables responsables de tales hechos. La magnitud del uso sistemático de la tortura por parte de la Sección Especial tomó estado público años después al conocerse las torturas al popular folklorista Atahualpa Yupanqui, a quien incluso le produjeron, adrede, una lesión permanente en su mano derecha, con el objetivo de que no pudiera volver a tocar la guitarra o componer.
No obstante ello, nunca ningún funcionario gubernamental fue juzgado como ideólogo ni partícipe necesario de las torturas sufridas por Bravo, por Yupanqui ni por ningún otro detenido de la Sección Especial.
El desafuero finalmente le llegó en diciembre de 1951,junto a otros tres diputados radicales Mauricio Yadarola, Silvano Santander y Reynaldo Pastor, por estar implicados en el  golpe de Estado del 28 de septiembre de 1951. Por esa causa fue suspendido en el cargo, sufrió otros tres meses de detención y cesó en su cargo al año siguiente. Desde entonces, para difundir su posición política, fundó el periódico partidario "Boina Blanca".

### Actuación durante la crisis de 1955
Para 1955, la situación política y social en la Argentina había llegado a una crisis. El gobierno peronista había reformado la Constitución en 1949 asegurándose la posibilidad de una reelección presidencial indefinida, mientras que el sistema de división del país en distritos para la elección de legisladores, parecía asegurar también la obtención de mayorías legislativas. En este contexto, la oposición veía alarmada una serie de sucesos que interpretaban como un giro autoritario del Gobierno. A las detenciones y torturas policiales a opositores que Zavala Ortiz había contribuido a desenmascarar, se sumaban las cesantías de docentes antiperonistas; la detención de diputados opositores como Ricardo Balbín, y Alfredo Palacios; las restricciones a la libertad de expresión y de prensa; la expropiación de los diarios La Prensa y La Nueva Provincia; la condena judicial por desacato y encarcelamiento de Michel Torino, propietario del diario El Intransigente de Salta; el ataque e incendios en las sedes de los partidos radical, demócrata y socialista, así como en el Jockey Club de Buenos Aires quedando totalmente destruidos estos dos últimos edificios y con daños muy importantes los otros dos. Todos estos locales fueron saqueados antes de ser incendiados, contando con la pasividad de policía y bomberos. Manuel Anasagasti, expresidente del Jockey Club, contó que entre los bienes robados antes del incendio había partidas de vino con sello y número de catálogo del club. Tiempo después una de esas partidas fue rematada por el Banco Municipal y se aprovechó a recuperarla mediante su compra. Cuando se pusieron en venta los bienes de Perón luego de su caída también volvieron a comprar en remate otra de esas partidas que los incendiarios habían obsequiado a Perón como trofeo de guerra.
Fue en ese momento cuando sectores opositores, habiendo perdido toda fe en la posibilidad de superar al gobierno de Perón por los mecanismos democráticos, comenzaron a organizarse para derrocarlo mediante una operación militar inspirada en la fracasada Operación Valquiria, el plan de emergencia con el que, una década antes, parte de las Fuerzas Armadas alemanas habían intentado poner fin al régimen nazi. Una parte significativa de los opositores al peronismo entendían que esta vía de acción se veía justificada en ese momento por ser la única posibilidad de regreso al orden constitucional anterior a la reforma de 1949. Las primeras reuniones se habrían realizado en el Uruguay, en la residencia de Punta del Este del empresario Alberto Gainza Paz, a quien el régimen peronista le había expropiado el diario La Prensa. Gainza Paz se habría reunido con otro empresario argentino, Raúl Lamuraglia, de extracción radical, quien se hallaba exiliado en Uruguay desde 1951, acusado de haber participado en otra intentona golpista. Lamuraglia habría incorporado a las tratativas a su consuegro, el presidente uruguayo Luis Batlle Berres. Como consecuencia de esa reunión, Lamuraglia habría retornado a la Argentina para reunir, en su casa de Bella Vista, a distintos jefes militares junto a políticos opositores. En la novela El Bombardeo, de Jorge Coscia, Zavala Ortiz, como personaje literario, aparece formando parte ya de esa temprana reunión junto a otras figuras políticas que en lo sucesivo ocuparían lugares relevantes en la Revolución Libertadora y el régimen militar que le siguió. De todos modos es preciso aclarar que El Bombardeo es una obra de ficción y que no existe ningún registro documental de la supuesta reunión.
A fines de 1954, por razones que nunca se explicaron del todo, Perón rompió relaciones con la Iglesia católica e inició un enfrentamiento con la misma. El 10 de noviembre de 1954, en un discurso, inesperadamente, Perón acusó a un sector de la Iglesia de conspirar para derribarlo. Nombró a varias organizaciones católicas, tres obispos y veinte sacerdotes, algunos de los cuales fueron arrestados en los días siguientes. A raíz de este enfrentamiento, el gobierno suprimió el carácter de días no laborables a ciertas festividades religiosas católicas, introdujo la ley de divorcio, permitió la apertura de establecimientos para ejercer la prostitución, prohibió las manifestaciones religiosas en los lugares públicos, y la municipalidad de Buenos Aires, entonces controlada por el presidente de forma directa, prohibió a los comerciantes exponer pesebres u otras figuras religiosas en conmemoración de la Navidad. El 25 de mayo de 1955, Perón se convirtió en el primer presidente argentino en no asistir al tradicional Tedeum en la Catedral Metropolitana. Ese mismo mes, Enrique Shaw y otros 18 dirigentes católicos fueron detenidos y encarcelados durante diez días tras ser señalados como responsables de un "complot político" para derrocar al presidente Juan Perón.
El 11 de junio de 1955, pese a estar prohibida por la ley 14.400, se realizó la celebración pública de la fiesta de Corpus Christi, que desde la segunda fundación de Buenos Aires se venía efectuando anualmente en Plaza de Mayo en forma ininterrumpida. Tuvo una concurrencia estimada en unas 200 000 personas, que colmó la Catedral y ocupó la Plaza de Mayo adyacente. Al finalizar la celebración se formó una manifestación que se encaminó por la Avenida de Mayo hacia el Congreso Nacional entonando el Himno Nacional e incorporando gente a medida que avanzaba. El mismo día 11 el gobierno acusó a los manifestantes, además de por los daños, de haber quemado una bandera argentina y se abrió una investigación judicial. El incidente de la bandera pronto se probó falso: la bandera había sido quemada por un agente policial siguiendo órdenes directas del Comisario para que el ministro del Interior, Ángel Borlenghi, pudiese fotografiarse con Perón apreciando los restos, de acuerdo con la reconstrucción histórica hecha por Isidoro J. Ruiz Moreno.
El 12 de junio de 1955 jóvenes católicos se trenzaron en lucha con grupos de choque de la extrema derecha peronista llamados "Alianza Libertadora Nacionalista" que intentaban quemar la Catedral de Buenos Aires. Ese día se registraron muchas detenciones. El 16 de junio, en forma más organizada, columnas de la Alianza Libertadora Nacionalista, de la CGT y otros militantes peronistas, provistos de bidones de nafta y lanzallamas, y dirigidos por comisarios de la Policía Federal y de la División Bomberos, salieron de la Escuela de Ciegos que funcionaba en calle Bolívar 431 y desde allí saquearon e incendiaron la Curia Metropolitana y doce Iglesias de Buenos Aires: Santo Domingo, San Francisco, San Ignacio, La Merced, San Roque, la Catedral, San Miguel, La Piedad, Nuestra Señora de Las Victorias, Del Socorro, San Nicolás de Bari y San Juan Bautista. En la Iglesia de Las Victorias fue herido gravemente el Padre Jacobo Wagner quien falleció pocos días después. Una investigación en el Consejo Superior de las Fuerzas Armadas obtuvo el testimonio de integrantes de la Policía Federal que imputaban del hecho a sus propios compañeros por lo cual el organismo solicitó a Perón la separación del jefe de policía y la detención del ministro del Interior Ángel Borlenghi pero al día siguiente de esa comunicación Borlenghi salió del país. El historiador Enrique Díaz Araujo reconstruyó el operativo, afirmando que estuvo siempre bajo las órdenes del contraalmirante Alberto Teisaire -vicepresidente al tiempo del hecho-,  Borlenghi y el Ministro de Salud Pública Conrado Bevacqua. También informa los nombres de varios de los responsables, entre los que se encuentran altos jefes de la Policía Federal y del cuerpo de bomberos. Ya depuesto el gobierno el propio Teisaire afirmó que la acción se había ejecutado no sólo con la autorización de Perón sino bajo su inspiración. Dos días después, el 14 de junio, Perón, por decreto, removió a monseñor Manuel Tato y al diácono Ramón Novoa, quienes fueron expulsados del país y enviados a Roma.
Fue ante esa situación de hecho que sectores que planificaban el derrocamiento de Perón por medios violentos, decidieron precipitar los hechos y adelantar los planes, intentando un ataque con aviones a la Casa Rosada, en lo que se recuerda como  el ametrallamiento y bombardeo a la Plaza de Mayo. 
Ese día, Zavala Ortiz encabezó uno de los comandos civiles armados que tuvieron la función de tomar una radio civil para difundir la proclama del asesinato del presidente constitucional. Estaba previsto que ―si tenían éxito al perpetrar el golpe de Estado― se conformaría una Junta de Gobierno, formada por dos miembros del Ejército, el socialista Américo Ghioldi (que se hallaba prófugo en Montevideo), el mendocino Adolfo Vicchi (líder del Partido Conservador), Zavala Ortiz (líder de la facción radical unionista) y un representante de la Fuerza Aérea rebelde.
En 2005, la causa judicial «Aníbal Olivieri y otros sobre rebelión militar, expediente 26.237/55», se le atribuye el haber encabezado uno de los comandos civiles que actuaron durante el intento de golpe de Estado, mientras los aviones de la Marina bombardeaban el centro de la ciudad con varias toneladas de bombas y fuego de ametralladora, causando la muerte de unos 375 transeúntes en la Plaza de Mayo e hiriendo a un número de entre 700 a 2000, de los cuales más de 250 quedaron definitivamente inválidos. considerado el peor acto terrorista de la historia argentina. En respuesta, manifestantes peronistas destruyeron varias iglesias y se produjeron unos 800 encarcelamientos de presos políticos, entre ellos los diputados Oscar Alende y Arturo Frondizi. También fueron encarcelados centenares de sacerdotes, entre ellos monseñores Miguel de Andrea y Gustavo Franceschi, y sólo en la provincia de Buenos Aires cerca de mil curas quedaron detenidos e incomunicados. En relación con estos hechos fue torturado y asesinado el médico comunista Juan Ingalinella, considerado uno de los primeros desaparecidos de la historia argentina.
Al atardecer del día del bombardeo, Zavala Ortiz habría huido en automóvil hasta Morón, donde se embarcó en uno de los aviones militares —conducido por el capitán de aviación Wilkinson de Almeyra— que volaron a Montevideo, con el objeto de pedir «asilo político» en Uruguay.
Por otro lado, el Equipo Especial de Investigación del Archivo Nacional de la Memoria, que investigó por primera vez en 54 años el bombardeo y ametrallamiento del 16 de junio de 1955, llegó a conclusiones diferentes a las obtenidas por la investigación judicial, llegando a sostener que Zavala Ortiz estuvo en uno de los aviones que ametrallaron a los civiles:

Zavala Ortiz tripuló uno de los aviones, [y] huyó en la aeronave a Uruguay como muchos otros.
Equipo Especial de Investigación del Archivo Nacional de la Memoria

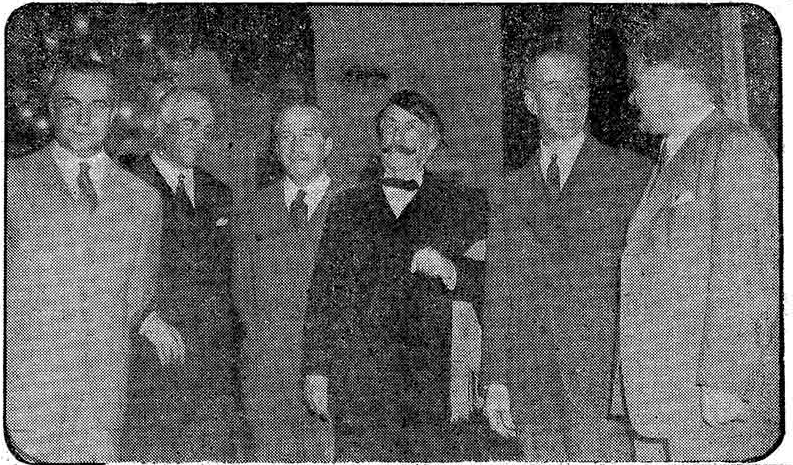
De izquierda a derecha: Carlos Humberto Perette (radical), el ministro de agricultura Alberto Francisco Mercier, Miguel Ángel Zavala Ortiz (radical), recién regresado del exilio en Uruguay, Alfredo Palacios (Socialista), el dictador Eduardo Lonardi y el dirigente socialista Américo Ghioldi. 27 de septiembre de 1955.

Aun cuando existen estas dos versiones contradictorias, sí está demostrado que tras el fracaso del golpe, Zavala Ortiz se refugió en Montevideo. En esa ciudad, los refugiados recibieron asilo político de parte del presidente Luis Batlle. Anteriormente, el gobierno uruguayo ya había brindado asilo a otros dos opositores al gobierno de Perón: el militar argentino Carlos Suárez Mason y el dirigente socialista Américo Ghioldi, ambos prófugos de la Justicia argentina desde 1951, por su participación en el intento de golpe de Estado de ese año. Suárez Mason y Ghioldi habrían sido quienes actuaron como enlace con el gobierno uruguayo y recibieron personalmente a los nuevos asilados.
Zavala Ortiz retornó a la Argentina sólo después del 16 de septiembre de 1955, día del nuevo golpe de Estado contra Perón. Nunca fue juzgado como ideólogo ni como partícipe en ningún grado del bombardeo de la Plaza de Mayo, dado que las dos investigaciones que le atribuyen distintos grados de responsabilidad fueron realizadas décadas después de su muerte.

### Ministerio de Relaciones Exteriores
Durante la dictadura de Pedro Eugenio Aramburu, Zavala Ortiz fue miembro de la Junta Consultiva, desde donde propició la amnistía a ex legisladores peronistas, que habían sido inhabilitados sin proceso judicial. Poco después renunció a la Junta, por entender que sus funciones se habían desnaturalizado. Desde entonces se dedicó de lleno a la política partidaria dentro de la Unión Cívica Radical.
En 1956 y 1957, el radicalismo se dividió, y Zavala Ortiz integró la Unión Cívica Radical del Pueblo. En 1958 fue precandidato a presidente ―en fórmula completada por Ernesto Sammartino― por el Unionismo. Fue vencido en las elecciones internas de la UCR del Pueblo frente a los candidatos de la intransigencia Ricardo Balbín y Santiago H. del Castillo.
El triunfo de Frondizi en la elección presidencial lo alejó temporalmente  del  primer  plano  de  la  política.  Aprovechó  esos  años  de  Frondizi  ―y  de  Guido,  que  lo  reemplazó  en  la  presidencia―  para  intensificar  sus  lecturas  y  estudios,  especialmente  en  los  temas  económicos.  Desarrolló entonces sus ideas sobre la "democracia social" que se concretarían en una nota escrita que elevó a la Junta Directiva de la Unión Cívica Radical del Pueblo, a fin de dejarla establecida como doctrina económica oficial del partido. Tal como la expresó más tarde, en una entrevista con el periodista Bernardo Neustadt, la misma consistía en una especie de estatismo e incluso de proteccionismo moderado, alejado tanto de los colectivismos como del liberalismo clásico. Proponía crear un ente regulador de la economía «con representantes empresarios, obreros, del Congreso, de las universidades». El modelo a seguir era el del Consejo del Estado de Francia. Estas ideas tuvieron una gran influencia en su sobrino Conrado Storani y en Raúl Alfonsín, cofundadores de la línea interna Movimiento de Renovación y Cambio. Cuando Alfonsín asumió la presidencia de la Nación en 1983, se refirió en múltiples entrevistas al concepto de "democracia social", comparándolo a lo que en Europa se llamaba socialdemocracia. En 1992, en la etapa final de su carrera política, Alfonsín rebautizó a su línea interna Movimiento por la Democracia Social (MODESO) en un homenaje a Zavala Ortiz.[cita requerida]
En marzo de 1963, cuando el gobierno de facto de José María Guido buscaba concertar una salida democrática, Zavala Ortiz recibió una propuesta del Ministro del Interior Rodolfo Martínez para postularse como vicepresidente en el marco de lo que sería una fórmula "de Unidad Nacional" que tuviera el apoyo del gobierno de la época y de las Fuerzas Armadas. Zavala Ortiz rechazó la propuesta por medio de una carta abierta en la que expresó su postura, coherente con la que había mantenido siempre: 
«Sigo creyendo que un gobernante tiene sólo dos títulos para llegar: una elección libre o una revolución justificada. El beneplácito del gobierno o de sectores influyentes, así como el fraude y la violencia, no son títulos sino usurpaciones del poder.»
Tras las elecciones de 1963, en las que Zavala Ortiz no disputó ningún cargo electivo, fue elegido presidente Arturo Illia por la Unión Cívica Radical del Pueblo ―con el peronismo aún proscripto. Este nombró a Zavala Ortiz ministro de Relaciones Exteriores, llegando a ser uno de los nombres más destacados de ese gabinete.
Durante su gestión, la Argentina fue miembro de 21 consejos y comisiones de las Naciones Unidas; fue admitido como miembro no permanente del Consejo de Seguridad –con 113 votos sobre 115– y desde allí logró diversos éxitos diplomáticos significativos. La organización apoyó el proyecto argentino para la creación del Fondo Mundial de Alimentos y el país ocupó la vicepresidencia de la conferencia internacional del trigo.
En su función de canciller, su actuación fue crucial para distender el litigio fronterizo entre Argentina y Chile por Laguna del Desierto, el cual tuvo un incidente en 1965 en el que murió el teniente de Carabineros chileno Hernán Merino Correa. También en 1966 aceptó el Fallo arbitral referente a la disputa limítrofe del río Encuentro-Alto Palena. Dentro de su gestión logró en el histórico abrazo entre los presidentes Illia y Frei.
También por su gestión, Argentina firmó un tratado de libre navegación con Paraguay y las tareas de acercamiento  con  el  Brasil  merecieron  que  la cancillería de ese país instituyera el premio Zavala Ortiz al mejor trabajo sobre la amistad entre los dos países. Firmó con Bolivia el Acta de La Paz concediéndole a ese país una salida al mar a través de un puerto franco en Rosario, amén de inaugurar el primer servicio ferroviario entre Buenos Aires y Santa Cruz de la Sierra. Colocó la piedra fundamental del puente Paysandú-Colón sobre el Río Uruguay y firmó el protocolo del Río de la Plata que liquidó los últimos litigios fronterizos con Uruguay. En 1964 lideró la reunión de ministros de exteriores latinoamericanos que suscribió la Carta de Alta Gracia, que resumió los reclamos de los países en desarrollo frente a las grandes potencias industriales, constituyendo un primer antecedente de la UNCTAD y del Grupo de los 77.
Mediante sus gestiones logró que la dictadura militar que gobernaba Brasil impidiera el retorno del general Perón del exilio, el 2 de diciembre de 1964, cuando el avión que transportaba al expresidente constitucional fue detenido en el Aeropuerto Internacional de Galeão, en Río de Janeiro. Zavala Ortiz llamó por teléfono al embajador argentino en Brasilia para que le pida a la dictadura del mariscal Castelo Branco que detenga el vuelo de Perón.
Pero su principal gestión como canciller se relaciona, indudablemente, con la sanción de la Resolución 2065, por la Asamblea General de las Naciones Unidas, el 16 de diciembre de 1965, mediante la que se resolvió aceptar la posición argentina sobre las islas Malvinas, considerarla como territorio bajo estatus colonial —que deberá ser descolonizado a corto o largo plazo—, recomendar a la Argentina y Reino Unido que entablen negociaciones sobre el proceso de descolonización, y equiparar los nombres Malvinas y Falklands. En el marco de las negociaciones para la transferencia de soberanía de las islas, el 11 de enero de 1966 llegó a Buenos Aires Michael Stewart, Secretario de Estado de Relaciones Exteriores del Reino Unido, siendo la primera visita de un diplomático de esa categoría a territorio argentino. Durante su estadía de tres días en la capital argentina se reunió con Zavala Ortiz y otros funcionarios argentinos y trataron la cuestión de la disputa de soberanía de las islas. Era la primera vez, desde el inicio de las protestas argentinas en 1833, que el gobierno británico dialogaba oficialmente sobre el tema.

Los dos Ministros han coincidido en proseguir sin demora las negociaciones [...] por la vía diplomática o por aquellos otros 
medios que puedan acordarse a fín de encontrar una solución pacífica al problema e impedir que la cuestión llegue a afectar las excelentes relaciones que vinculan a la Argentina y al Reino Unido. Ambos Ministros acordaron transmitir esta decisión al Secretario General de las Naciones Unidas.

El Reino Unido lo interpretó como una derrota diplomática, manifestando el jefe de la delegación, Cecil King: «Mi delegación está sorprendida y apenada al no ver en las recomendaciones ninguna referencia al principio de autodeterminación o, por lo menos, a los deseos de la gente de las islas».
Junto con el reclamo, Zavala Ortiz, había hecho especial hincapié en el reconocimiento de los derechos de los isleños y el respeto por su idioma, su cultura y su propiedad privada en el caso de que las islas fuesen restituidas a Argentina. Quedó así planteada en Naciones Unidas una doctrina que pronto sería retomada por España para su reclamación territorial sobre Gibraltar. Esta consiste en que son los intereses y no los deseos de una población no autóctona los que deben tenerse en cuenta para dirimir una situación colonial. Dicha estrategia fue mantenida por todos los gobiernos argentinos hasta 1982.
A la Resolución 2065 le siguieron otras resoluciones favorables al punto de vista argentino, que, sumadas a un contexto internacional donde el mantenimiento de las situaciones coloniales era políticamente inviable, llevaron al gobierno británico a modificar su posición y por primera vez negociar con la Argentina una solución pacífica para ponerle fin a la disputa de soberanía.
A fin de mantener en el tiempo el reclamo por la soberanía, se creó, en el ámbito del ministerio a su cargo, el Instituto Nacional de las Islas Malvinas y Adyacencias, integrado por miembros honorarios, bajo la presidencia del académico Ernesto Fitte. El Instituto fue disuelto por decreto del 14 de febrero de 1967.
Zavala Ortiz también desempeñó un rol decisivo en la firma del Concordato entre la Argentina y la Santa Sede, en 1966, que concluyó con el régimen del Patronato. El Concordato fue negociado enteramente entre Zavala Ortiz y el nuncio apostólico monseñor Mozzoni, fijándose como fecha para la firma el 30 de junio de 1966. Dos días antes de esa fecha, el gobierno de Illia fue derrocado por un golpe militar, por lo que el tratado definitivo fue firmado por Nicanor Costa Méndez, flamante canciller de Onganía.
El siguiente Ministro de Relaciones Exteriores radical, Dante Caputo, recordó a Zavala Ortiz como uno de sus "tres maestros" dentro del partido, junto a Silvano Santander y Manuel Belnicoff.

### Últimos años y posteridad
Tras su forzado alejamiento de la función pública en 1966, inició contactos con el representante personal de Perón, el ex canciller Jerónimo Remorino, a fin de organizar una salida democrática y sin proscripciones. Las coincidencias logradas fueron presentadas a Balbín, líder por entonces de la Unión Cívica Radical y al mismo Perón, conformando uno de los principales antecedente para las negociaciones que concluirían en la “Hora del Pueblo”, el documento multipartidario dado a conocer el 11 de noviembre de 1970.
A partir de 1978, durante la última dictadura cívico-militar argentina (1976-1983), participó activamente del Consejo Argentino para las Relaciones Internacionales (CARI), creado principalmente por impulso de Carlos Manuel Muñiz y que nucleó a distintos especialistas de las Relaciones Internacionales, como Muñiz, Nicanor Costa Méndez, Félix Peña, Eduardo A. Roca, Carlos Álvarez, Fernando de la Rúa, Mariano Grondona, Carlos Pedro Blaquier, Eduardo McLoughlin, Arnaldo Musich, Mariano de Nevares, Carlos Ortiz de Rozas y Alberto Rodríguez Galán. Zavala Ortiz no participó de su fundación, pero junto con otras personalidades, adhirió a la iniciativa y tras la firma del acta adquirió carácter de fundador. Fue vicepresidente de la entidad durante poco más de un mes, entre el 12 de abril de 1982 y el 20 de mayo de 1982.
El 1º de diciembre de 1978 participó de la cena de homenaje de los partidos políticos al teniente general  Jorge Rafael Videla, (dictador y presidente de facto en ese momento) organizada por un grupo de ex legisladores y de la que también participaron tres futuros presidentes de la Nación: Raúl Alfonsín, Fernando De la Rúa y Eduardo Duhalde, además de importantes dirigentes como los radicales Ricardo Balbín, Juan Carlos Pugliese, Antonio Troccoli, Luis León, Carlos Perette, los peronistas Luis Rubeo, Enrique Osella Muñoz, Carlos Palacio Deheza, el conservador (y exvicepresidente en el gobierno peronista de Héctor Cámpora) Vicente Solano Lima, el intransigente Oscar Alende, y los comunistas Jesús Mira y Juan Carlos Comínguez, quien le dijo a Videla: «Gracias por permitirme estar aquí».
Solía ser consultado por los medios de prensa sobre cuestiones de Política Exterior y Relaciones Internacionales. Esto se intensificó en sus últimos días de vida, a partir del conflicto bélico de las Islas Malvinas, dado que debido a sus logros desde la Cancillería se lo consideraba una de las personas más informadas sobre el tema. Nunca ocultó su desacuerdo con la opción bélica elegida por el presidente Leopoldo Fortunato Galtieri. Murió, tras sufrir un derrame cerebral, durante el transcurso de la guerra, el mismo día en que las tropas británicas desembarcaban en San Carlos, iniciando el avance que llevaría poco después a la derrota argentina. Sus restos descansan en el Cementerio de la Recoleta.
En su honor, el 15 de junio de 2000 el jefe de Gobierno de la Ciudad de Buenos Aires, Enrique Olivera, le puso el nombre de «Canciller Miguel Ángel Zavala Ortiz» a la plazoleta que se encuentra en la esquina de la avenida Leandro N. Alem entre calles Reconquista y Ricardo Rojas. Allí se emplazó un busto del excanciller.

## Distinciones
- Gran Cruz de la Orden de Isabel la Católica (1965)
- Gran Cruz de la Orden El Sol del Perú